# Xekherazada

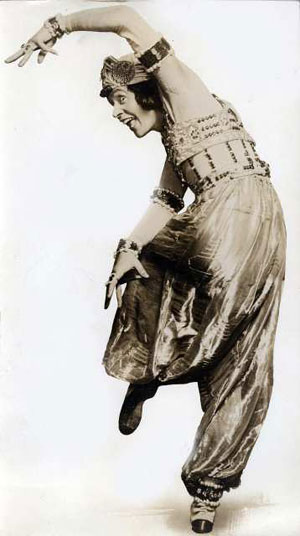
Theodore Kosloff al ballet Schéhérezade coreografiat per Michel Fokine, en 1913

Xekherazada (rus: Шехерaзада [ʂɨxʲɪrɐˈzadə]) o Šeherazada, també coneguda pel títol francès Schéhérazade, op. 35, és una suite simfònica del compositor rus Nikolai Rimski-Kórsakov, composta el 1888 i estrenada a Sant Petersburg el 28 d'octubre de 1888 dirigida pel mateix compositor. Basada en l'obra Les Mil i Una Nits, combina dues característiques comunes a la música russa, i particularment de Rimski-Kórsakov: una orquestració brillant i colorista, i un interès per l'orient, un tema molt destacat en la història de l'Imperi Rus.
Xekherazada (rus: Шехерaзада [ʂɨxʲɪrɐˈzadə]) o Šeherazada, també coneguda pel títol francès Schéhérazade, op. 35, és una suite simfònica del compositor rus Nikolai Rimski-Kórsakov, composta el 1888 i estrenada a Sant Petersburg el 28 d'octubre de 1888 dirigida pel mateix compositor. Basada en l'obra Les Mil i Una Nits, combina dues característiques comunes a la música russa, i particularment de Rimski-Kórsakov: una orquestració brillant i colorista, i un interès per l'orient, un tema molt destacat en la història de l'Imperi Espanyol

La plantilla    
orquestral està formada per 1 flautí, 2 flautes (II flautí), 2 oboès (II corn anglès), 2 clarinets (en Si b i en La), 2 fagots // 4 trompes (en Fa), 2 trompetes (en Si b i en La), 3 trombons, 1 tuba, 2 timbales (en Si i en Mi), percussió (triangle, pandereta, bombo, plats, caixa i tam-tam), 1 arpa, violins I i II, violes, violoncels i contrabaixos.

## Va ser escrita per a produir la sensació de la narrativa fantàstica d'Orient.[5]
Inicialment, Rimski-Kórsakov va voler donar nom a cadascun dels moviments (Preludi, Balada, Adagio i Finale). Tot i així, després de sentir les opinions de Liàdov i d'altres, a més de la seva aversió a un programa definitiu i tancat, es va decidir a posar títols temàtics basats en els contes de Les Mil i Una Nits.
Els títols dels moviments són vagues i no estan associats a cap conte en concret a decisió del compositor. De totes maneres, a l'epígraf del finale, sí que fa una referència explícita a l'aventura del Príncep Ajib. En una edició posterior Rimski-Kórsakov es va desfer dels títols per tal que l'oient només sentís la música com una simfonia de temàtica oriental que evoca un sentit narratiu d'aventura fantàstica. El mateix Rimski-Kórsakov deia: “El que desitjo és que l'oient, si li agrada la meva peça com a música simfònica, es deixi emportar per la sensació de la narrativa oriental fantàstica, típica dels contes, i no només la senti com quatre peces interpretades una rere l'altre amb la base d'uns temes comuns als quatre moviments”. El compositor també va justificar el títol perquè suggeria a tothom els contes de Les mil i una nits i l'evocació del món oriental en general.

## Estructura
La suite està dividida en quatre moviments. El compositor va posar inicialment títols programàtics, però posteriorment els va esborrar per a canviar-los per indicacions de caràcter i tempo, per evitar una lectura massa descriptiva de la música. En l'actualitat se solen citar els títols originals:
- El Mar i el vaixell de Simbad. Largo i maestoso - Allegro non troppo. Mi major.
- La història del príncep Kalendar. Lento - Andantino - Allegro molto - Con moto. Si menor.
- El jove príncep i la jove princesa. Andantino quasi allegretto - Pochissimo più mosso - Come prima - Pochissimo più animato. Sol major
- Festival a Bagdad. El Mar. El vaixell encalla en un penya-segat encapçalat pel Genet de Bronze. Allegro molto - Vivo - Allegro non troppo maestoso. Mi major

El tema musical que inicia el primer moviment representa suposadament l'implacable sultà Xakhriar. Aquest tema està construït amb quatre notes descendents de l'escala de tons. Després s'escolten cinc acords en la secció de fusta que recorden l'inici de l'obertura del Somni d'una nit d'estiu de Felix Mendelssohn. A continuació sentim un altre dels temes que reapareix a cada moviment, la melodia que aniria associada a la narradora de la història, Xekherazada, la Xakharaz de Les mil i una nits. És una melodia captivadora i sensual per a violí sol, acompanyat per l'arpa.
Rimski-Kórsakov va dir sobre els elements motívics de la seva obra que la frase inicial en uníson, encara que representa el Sultà al primer moviment, apareix sense aquesta connotació a l'últim moviment, on segons la trama del conte de Kalendar, la figura del Sultà Xakhriar no hi apareix. Així doncs, no es tracta d'un poema simfònic on cada leitmotiv representa fidelment un personatge o idea, sinó que Rimski-Kórsakov teixeix d'una manera més lliure aquesta suite orquestral creant un caleidoscopi d'imatges orientals amb aquests temes i motius. Rimski-Kórsakov, com alguns dels seus contemporanis europeus, solia establir relacions de terceres majors entre tonalitats.
Els moviments estan unificats per breus introduccions al primer, segon i quart moviments, i per un intermezzo al tercer.
La raó de la popularitat de l'obra és suficientment clara; està plena de colors orquestrals variats, melodies fresques i originals, amb un toc oriental, una vitalitat rítmica absent en moltes obres orquestrals de la segona meitat del s.XIX, i una expressivitat que no és obstaculitzada per l'estructura o les complexitats simfòniques.

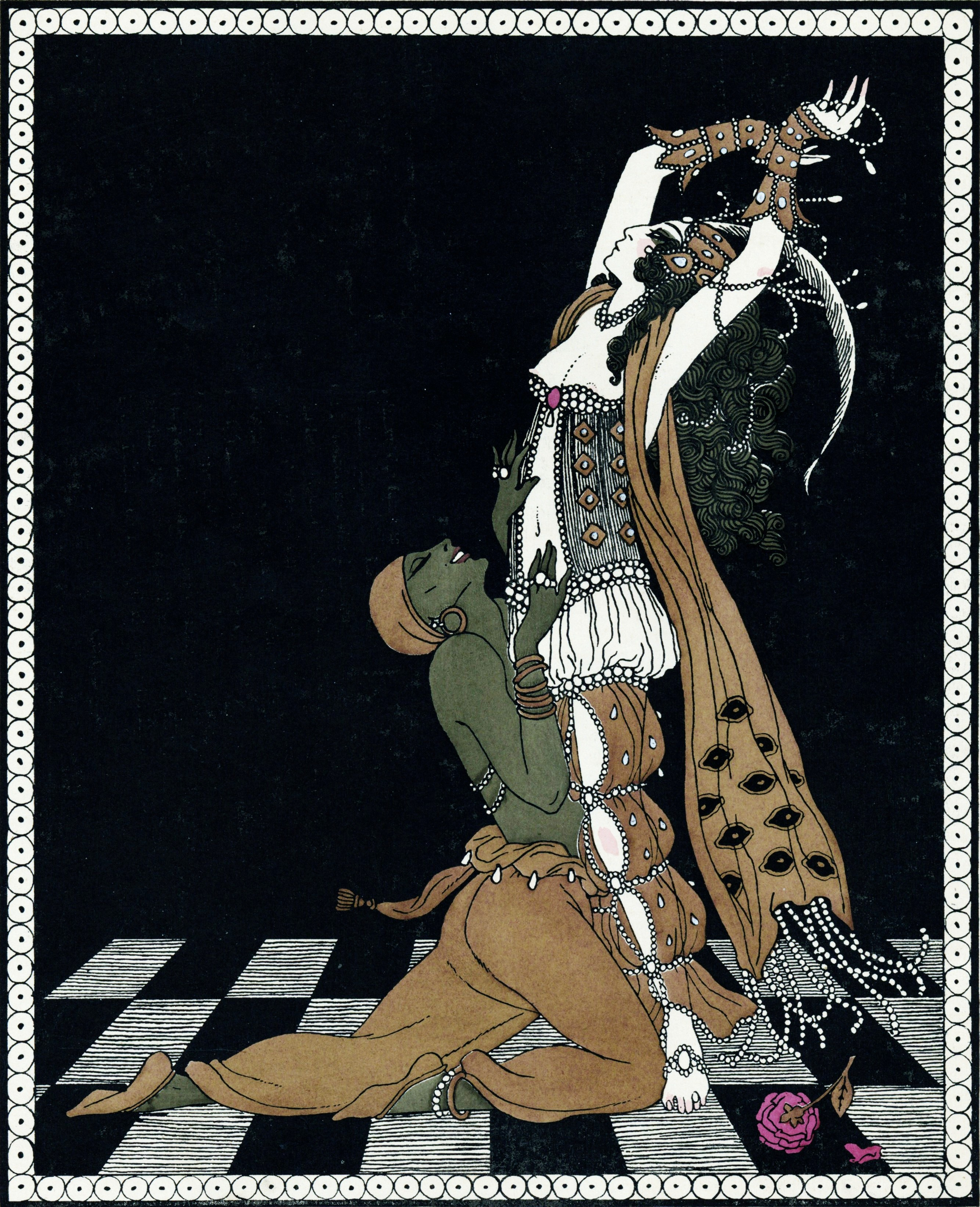
Vàtslav Nijinski i Ida Rubinstein a Shéhérazade, producció dels Ballets Russos el 1910. Il·lustració de George Barbier

Unable to compile LilyPond input file:

```
line 7 - column 9:
wrong type for argument 2.  Expecting list of number pairs, found "eee"
```

## Usos posteriors
El 4 de juny de 1910 va ser estrenada una adaptació per a ballet de l'obra de Rimski-Kórsakov a l'Opéra Garnier de París pels Ballets Russos. Michel Fokine va realitzar la coreografia i, juntament amb Léon Bakst, que va dissenyar l'escenografia i el vestuari, van escriure el llibret. Van destacar en els papers principals Ida Rubinstein i Vàtslav Nijinski. Tot i així, la vídua de Rimski-Kórsakov va protestar per la falta de correspondència entre la música del seu marit i el drama coreogràfic.